# Marguerite de Bretagne (1392-1428)
Pour les articles homonymes, voir Marguerite de Bretagne.
Marguerite de Bretagne, née en 1392 et morte en 1428, est la fille de Jean IV, duc de Bretagne, et de Jeanne de Navarre. Elle épouse le 26 juin 1407 à Nantes Alain IX de Rohan, vicomte de Rohan.
De cette union naissent un fils et quatre filles :
- Alain de Rohan (1408-1449 au siège de Fougères), comte de Porhoët, épouse en 1443 sa cousine Yolande de Laval (1er octobre 1431 à Nantes - 1487), fille de Guy XIV de Laval et d'Isabelle de Bretagne ;
- Béatrice de Rohan (?-1418), morte jeune, fiancée un temps à Gilles de Rais (1404-1440), baron de Retz ;
- Jeanne de Rohan (1415 - après 1459), épouse le 11 février 1442 François Ier de Rieux (11 août 1418 - 20 novembre 1458), seigneur de Rieux et de Rochefort, comte d'Harcourt, seigneur d'Assérac, vicomte de Donges, conseiller et chambellan de François Ier de Bretagne, chevalier de l'Ordre de l'Hermine, chambellan du dauphin ;
- Marguerite de Rohan (morte en 1496 à Cognac), comtesse d'Angoulême par son mariage le 31 août 1449 avec Jean d'Orléans (1399-1467). D'où la suite de tous les rois de France à partir de 1515 : la Maison de Valois-Angoulême avec leur petit-fils François Ier, puis la maison de Bourbon à partir de 1589 avec Henri IV, leur arrière-arrière-petit-fils.
- Catherine de Rohan (vers 1425 - après 1471), épouse le 22 avril 1429 Jacques de Dinan (? - 30 avril 1444), chevalier banneret, seigneur de Beaumanoir, de Montafilant, et du Bodister, capitaine de Josselin, gouverneur de Sablé, grand bouteiller de France, fils de Charles de Dinan et de Jeanne de Beaumanoir ; épouse en secondes noces le 20 septembre 1447 Jean Ier d'Albret (1430 - 3 janvier 1468), vicomte de Tartas. D'où leur arrière-arrière-arrière-petit-fils le roi Henri IV, puis tous les rois Bourbons.